# XXIV secolo
Il XXIV secolo (ventiquattresimo secolo) è il secolo che inizia nell'anno 2301 e termina nell'anno 2400 incluso.
A differenza di molti anni di inizio secolo, l'anno 2400 sarà un anno bisestile, e il primo anno bisestile di inizio secolo dopo il 2000.

## Avvenimenti
- 11 settembre 2307: alle 22:50 UTC, Venere occulterà Urano.
- 2313: Tripla congiunzione Marte–Giove.
- 2319: Tripla congiunzione Marte-Saturno.
- 2365: Transito della cometa di Halley.